# Jorge López Montaña
Jorge López Montaña (Logroño, 19 september 1978) is een Spaans profvoetballer. Hij speelt sinds januari 2013 als middenvelder bij KAA Gent. Eerder speelde hij bij onder meer Villarreal, Valencia, Racing Santander en Real Zaragoza.
Jorge López speelde als jeugdspeler in de lagere elftallen van CD Logroñés, de club van zijn geboortestad. In 1998 kwam hij bij het eerste elftal. Een jaar later vertrok Jorge López naar Villarreal CF, waarmee de middenvelder in het seizoen 1999/2000 de derde plaats in de Segunda División A en daarmee promotie naar de Primera División bereikte. In 2003 werd Jorge López gecontracteerd door Valencia CF. Met Los Chés onder leiding van Rafael Benítez won hij in 2004 de Spaanse landstitel en de UEFA Cup. Na deze successen vertrok Benítez naar Liverpool FC en werd Claudio Ranieri de nieuwe trainer. De Italiaan had Jorge López niet nodig en de middenvelder vertrok op huurbasis naar Real Mallorca. Bij deze club liep Jorge López een zware knieblessure op, waardoor hij lange tijd niet kon spelen. Ook na zijn terugkeer naar Valencia CF in 2005 moest hij nog revalideren, waardoor Jorge López in het seizoen 2005/2006 nauwelijks speelde. Nadat hij volledig hersteld was, moest Jorge López bij Valencia CF vaak genoegen nemen met een rol als wisselspeler. Sinds januari 2013 komt de Spanjaard uit voor KAA Gent.

## Statistieken
| Seizoen         | Club             | Land                 | Competitie         | Competitie | Competitie | Beker | Beker | Internationaal | Internationaal | Totaal | Totaal |
| Seizoen         | Club             | Land                 | Competitie         | Wed.       | Dlp.       | Wed.  | Dlp.  | Wed.           | Dlp.           | Wed.   | Dlp.   |
| --------------- | ---------------- | -------------------- | ------------------ | ---------- | ---------- | ----- | ----- | -------------- | -------------- | ------ | ------ |
| 1998/99         | CD Logroñés      | Vlag van Spanje      | Segunda División A | 5          | 0          | 0     | 0     | 0              | 0              | 5      | 0      |
| 1999/00         | Villarreal CF    | Vlag van Spanje      | Segunda División A | 28         | 7          | 0     | 0     | 0              | 0              | 28     | 7      |
| 2000/01         | Villarreal CF    | Vlag van Spanje      | Primera División   | 15         | 3          | 0     | 0     | 0              | 0              | 15     | 3      |
| 2001/02         | Villarreal CF    | Vlag van Spanje      | Primera División   | 34         | 7          | 0     | 0     | 0              | 0              | 34     | 7      |
| 2002/03         | Villarreal CF    | Vlag van Spanje      | Primera División   | 36         | 8          | 0     | 0     | 0              | 0              | 36     | 8      |
| 2003/04         | Villarreal CF    | Vlag van Spanje      | Primera División   | 26         | 4          | 0     | 0     | 0              | 0              | 26     | 4      |
| 2004/05         | →RCD Mallorca    | Vlag van Spanje      | Primera División   | 29         | 1          | 0     | 0     | 0              | 0              | 29     | 1      |
| 2005/06         | Valencia CF      | Vlag van Spanje      | Primera División   | 5          | 0          | 0     | 0     | 0              | 0              | 5      | 0      |
| 2006/07         | Valencia CF      | Vlag van Spanje      | Primera División   | 14         | 0          | 0     | 0     | 5              | 0              | 19     | 0      |
| 2007/08         | Racing Santander | Vlag van Spanje      | Primera División   | 35         | 6          | 7     | 0     | 0              | 0              | 42     | 6      |
| 2008/09         | Real Zaragoza    | Vlag van Spanje      | Segunda División A | 38         | 7          | 0     | 0     | 0              | 0              | 38     | 7      |
| 2009/10         | Real Zaragoza    | Vlag van Spanje      | Primera División   | 29         | 2          | 2     | 0     | 0              | 0              | 31     | 1      |
| 2010/11         | Real Zaragoza    | Vlag van Spanje      | Primera División   | 27         | 0          | 1     | 0     | 0              | 0              | 28     | 0      |
| 2011/12         | OFI Kreta        | Vlag van Griekenland | Super League       | 24         | 1          | 3     | 0     | 0              | 0              | 27     | 1      |
| 2012/13         | KAA Gent         | Vlag van België      | Jupiler Pro League | 15         | 2          | 0     | 0     | 0              | 0              | 15     | 2      |
| Carrière totaal | Carrière totaal  | Carrière totaal      | Carrière totaal    | 216        | 49         | 13    | 0     | 5              | 0              | 234    | 49     |